# Si quaeris miracula
Si quaeris miracula (Jeśli cudów szukasz) – średniowieczne responsorium ku czci św. Antoniego z Padwy.

## Historia
Autorstwo tekstu przypisywane jest generałowi zakonu franciszkańskiego i doktorowi Kościoła św. Bonawenturze z Bagnoreggio. Pieśń nie jest jednak nigdy wymieniana w katalogu dzieł Doktora Serafickiego. Nie wyklucza się jednak, że Bonawentura miał wpływ na rozpowszechnienie tej pieśni we wspólnotach swojego zakonu.
Sekwencja opiewa życie i czyny świętego oraz cuda, które za jego przyczyną wypraszali wierni.
Przypuszcza się, iż autorem gregoriańskiej melodii do pieśni, powstałej w latach 1232-1240, był niemiecki franciszkanin Julian ze Spiry.
Istnieją liczne polskie pieśni wzorujące się na tym łacińskim responsorium. Ma to związek z kultem św. Antoniego na ziemiach polskich oraz istnieniem wspólnot trzeciego zakonu franciszkańskiego w wielu parafiach.

## Tekst łaciński
Si quaeris miracula,
Mors, error calamitas,
Daemon, lepra fugiunt,
Aegri surgunt sani.
Refren: Cedunt mare, vincula:
Membra resque, perditas
Petunt et accipiunt
Iuvenes et cani.
Pereunt pericula,
Cessat et necessitas:
Narrent hi, qui sentiunt,
Dicant Paduani.
Gloria Patri et Filio
et Spiritui Sancto.
Kantor: Ora pro nobis, beate Antoni,
Wierni: Ut digni efficiamur promissionibus Christi.
Oremus:
Ecclesiam tuam, Deus, beati Antonii Confessoris tui commemoratio votiva laetificet, ut spiritualibus semper muniatur auxiliis et gaudiis perfrui mereatur aeternis. Per Christum Dominum nostrum. Amen.